# Simplic
Simplic war eine britische Automarke.

## Unternehmensgeschichte
Das Unternehmen Wadden & West aus Cobham begann 1914 mit der Produktion von Automobilen. Der Markenname lautete Simplic. 1915 endete die Produktion zunächst. G. W. Wadden aus Weybridge setzte die Produktion zwischen 1920 und 1923 unter gleichem Markennamen fort. Beide Unternehmen standen unter Leitung von George Wadden, der zuvor schon am Bau des Autotrix beteiligt war.

## Fahrzeuge
Im Angebot standen vierrädrige Cyclecars. Vor dem Ersten Weltkrieg war es der 5/6 HP. Ein luftgekühlter Einbaumotor von J.A.P. trieb über Riemen die Hinterachse an. 1920 erschien der 8/10 HP mit Kettenantrieb. Er kostete 185 Pfund.